# Ядерное горение неона
Горение неона — последовальность термоядерных реакций, протекающая в недрах массивных звёзд (не менее 8 солнечных масс). Для данного процесса необходимо наличие высокой температуры и плотности (1,2⋅109 К и 4⋅109 кг/м³).
Основные реакции горения неона:
| 20Ne + γ   | → | 16O + 4He |
| 20Ne + 4He | → | 24Mg + γ  |

Или:
| 20Ne + n   | → | 21Ne + γ |
| 21Ne + 4He | → | 24Mg + n |

Для массивных звёзд (более 25 солнечных масс) длительность горения неона оценивается в 1 год.